# Хайле-Селасси, Марен
Марен Хайле-Селасси (нем. Maren Haile-Selassie; 13 марта 1999 года, Цюрих, Швейцария) — швейцарский футболист, полузащитник клуба «Чикаго Файр».

## Карьера
Марен является воспитанником футбольного клуба «Цюрих», в школу которого перебрался в десятилетнем возрасте. С сезона 2017/2018 привлекался к тренировкам с основной командой. 30 июля 2017 Хайле-Селасси дебютировал в чемпионате Швейцарии в поединке против «Туна», выйдя на замену после перерыва вместо Роберто Родригеса. В составе клуба стал обладателем Кубка Швейцарии.
9 января 2019 года был передан в аренду в клуб Челлендж-лиги «Рапперсвиль-Йона». Дебютировал 9 февраля в домашней игре с «Аарау». 2 марта в домашней игре с «Вилем» забил свой первый гол за клуб.
10 июля 2019 года отправился в аренду в клуб Суперлиги «Ксамакс», за который дебютировал 20 июля в гостевой игре с «Туном». 21 сентября в домашней игре со «Сьоном» забил свой первый гол в Суперлиге.
11 сентября 2020 года, после трёх проведённых за «Цюрих» матчей, официально присоединился к клубу Челлендж-лиги «Виль» на правах аренды. Дебютировал за клуб в тот же день в гостевой игре с «Аарау», отметившись забитым голом.
1 июля 2021 года в результате своего первого трансфера в профессиональной карьере Хайле-Селасси перешёл в клуб Челлендж-лиги «Ксамакс». Дебютировал 1 августа в гостевой игре с «Вадуцем», отметившись забитым голом и результативной передачей.
1 января 2022 года перешёл в клуб Суперлиги «Лугано». Дебютировал за клуб 30 января в гостевой игре с «Янг Бойз». Первый гол за клуб забил 6 февраля в домашней игре с «Люцерном». 15 мая вышел на замену в финале Кубка Швейцарии, забив четвёртый гол своей команды и став обладателем второго Кубка Швейцарии в своей карьере.
27 декабря 2022 года был арендован клубом MLS «Чикаго Файр» до конца сезона 2023 с опцией выкупа. В американской лиге дебютировал 4 марта 2023 года в матче против «Нью-Йорк Сити», выйдя на замену во втором тайме вместо Криса Мюллера. 15 апреля в матче против «Филадельфии Юнион» забил свой первый гол за «Чикаго Файр». По окончании сезона 2023, в котором стал лучшим бомбардиром клуба с шестью голами, был выкуплен «Чикаго Файр» у «Лугано» согласно опции.
Являлся игроком юношеских сборных Швейцарии.

## Достижения
«Цюрих»
- Обладатель Кубка Швейцарии: 2017/18

«Лугано»
- Обладатель Кубка Швейцарии: 2021/22